# Cerkiel
Cerkiel lub cyrkiel – przylegający do polany lub hali obszar lasu nie należący do właścicieli tej polany czy hali, w którym to obszarze mieli oni jednak uprawnienia do wypasu bydła i owiec oraz prawo do pobrania pewnej ilości drewna, ale bez prawa do wykarczowania lasu. Obszar ten był w specjalny sposób oznakowany (ocerklowany lub ocyrklowany). Robiono to za pomocą kopców ułożonych z kamieni, czy usypanych z ziemi lub przez zaciosy i inne znaki na drzewach. Prawo do cerkla było rodzajem prawa rzeczowego i było prawnie usankcjonowane np. w nadaniach królewskich dla osadników lub innych, późniejszych aktach prawnych. Cerkle takie nazywano leśnymi lub pastwiskowymi.
W Tatrach początkowo cerkle obejmowały znaczną część lasów królewskich. Później gdy właścicielami cerkli stali się wielcy posiadacze ziemscy, narastał konflikt pomiędzy nimi a właścicielami hal. Wypas i pobieranie drewna niszczyło bowiem las, tym bardziej, że uprawnienia serwitutowe były nagminnie przekraczane przez pasterzy i ludność wiejską pobierającą z lasu drewno. Część cerkli zlikwidowano lub zmniejszono, dając góralom w zamian za zrzeczenie się praw do wypasu i poboru drewna tzw. ekwiwalenty. Były to odpowiednio mniejsze fragmenty lasu, ale przekazane na własność. Tak np. stało się z cerklem na Hali Jaworzyna Rusinowa.